# 舌診
舌診（ぜっしん）とは、舌の色・形・潤い、または舌苔の色と厚さなどをみることで診断する方法。日本では主に、漢方医学など中国医学系伝統医学における舌診を指す。他の伝統医学でも用いられ、アーユルヴェーダではジフワ・パリクシャーと呼ばれる。本ページでは主に、中国医学における舌診について述べる。

## 歴史

### 起源
中国医学において、現存する最古の舌診に関する医学書は、杜清碧『敖氏傷寒金鏡録』（1341年、元代）である。それ以前は望診・聞診・問診・切診の四診しかなく、後漢末期から三国時代に編纂された『傷寒論』では、舌の状態に関する記述は少ない。舌診の起源は『傷寒論』とされることもあるが、『敖氏傷寒金鏡録』であるといえる。
中国医学では、気血の状態が脈に現われ、脈診で臓腑の様子が分かると考えたため、脈診が重視された。しかし、傷寒（急性熱性病）などの急性病で病態が複雑であったり、症状が重かったりする場合、脈の変化が大きすぎ、脈診で診断できることが限られてしまっていた。そのため、舌診が開発された初めには、外邪による熱証の診断に役立つと評価された。中国では、診断学として舌診の体系化を重視し、舌・臓腑・経絡の関連、舌における臓腑の相関部位、舌の状態の分類方法、寒熱・虚実との関係等などを研究した。

### 日本
日本では腹診の研究に力が注がれたが、江戸時代には舌診の研究も深く行われ、診断にも用いられた。日本では1654年に初めて『敖氏傷寒金鏡録』が印刷（和刻）され、その写本も多く流通した。江戸末期までに、舌診には傷寒系舌診（『傷寒論』を重視）、温病系舌診（清初の呉又可『温疫論』を重視）、痘疹系舌診（唇舌による天然痘の診察法）の3流派が形成されていた。中国が診断学として舌診の体系化を重視したのに対し、日本は舌の状態（舌象）・病状・処方の対応関係を重んじ研究した。
現在日本で行われている舌診の多くは、中華人民共和国で中国に伝わる多様な伝統医学を整理・体系化した中医学の舌診を取り入れたものである。

## 胃経分画法
上から順に下脘・中脘・上脘に分けて診断する。主に胃経の診断に使われる。

## 三焦分画法
上から順に下焦・中焦・上焦に分けて診断する。主に三焦経の診断に使われる。

## 臓腑分画法（五臓分画法）
構造についての詳細は舌を参照。
- 舌根･･･腎
- 舌辺･･･肝・胆
- 舌体･･･脾・胃
- 舌尖･･･心・肺

## 診断

### 舌体の形態
| 胖舌   | 舌体が腫れて大きいもの               | 陽虚、熱盛など             |
| 痩舌   | 舌体が痩せて小さく薄いもの           | 気血両虚、陰虚など         |
| 裂紋舌 | 舌体の表面に亀裂があるもの           | 陰虚、血虚など             |
| 歯痕舌 | 舌の縁に歯の痕があるもの             | 気虚、脾虚など             |
| 芒刺舌 | 舌体に棘状の隆起があるもの           | 熱邪、臓腑の熱（火）など   |
| 硬舌   | 舌体が強直し、舌運動が円滑でないもの | 中風の前兆、高熱、痰濁など |
| 軟舌   | 舌体が軟弱で、伸縮無力なもの         | 気血両虚、陰虚など         |
| 顫動舌 | 舌体が震えて止まらないもの           | 気血両虚、陽虚など         |
| 歪斜舌 | 舌を伸ばした時に舌が歪むもの         | 中風、中風の前兆           |

### 舌質の色
| 淡紅舌         | 正常な血色をしているもの | 正常、裏証、軽い熱証 |
| 淡舌（浅紅舌） | 正常な血色より淡白なもの | 陽虚、血虚、寒証     |
| 紅舌（鮮紅舌） | 正常な血色より赤いもの   | 実熱、陰虚による虚熱 |
| 絳舌（深紅舌） | 舌色が深紅であるもの     | 熱極、陰虚による虚火 |
| 紫舌（青紫舌） | 舌色が青紫であるもの     | 裏証、熱極、寒極     |

### 舌苔
舌苔の色
| 白苔 | 白い苔               | 正常、表証、寒証 |
| 黄苔 | 黄色い苔             | 熱証、裏証       |
| 灰苔 | 浅黒色の苔           | 裏熱証、寒湿証   |
| 黒苔 | 黒い苔または焦げた苔 | 裏証、熱極、寒極 |

舌苔の厚さと苔質
| 薄苔   | 苔が薄く見底できるもの                 | 正常、表証、虚証、邪気が弱い |
| 厚苔   | 苔が厚く見底できないもの               | 裏証、実証、邪気が強い       |
| 潤苔   | 苔に潤いがあるもの                     | 正常（津液の未損傷）、湿邪   |
| 燥苔   | 苔が乾いているもの                     | 津液の損傷、陰液の損傷、燥邪 |
| 滑苔   | 苔の水分過多                           | 水湿の停滞                   |
| 膩苔   | 苔がねっとりし、剥離しにくいもの       | 痰飲、湿濁                   |
| 腐苔   | 苔がおから状を呈し、剥離しやすいもの   | 食積、痰濁                   |
| 剥離苔 | 苔の一部、または全てが剥離しているもの | 気陰両虚                     |

見底とは、薄い舌苔を通して舌体が見えること。見底できるものを薄苔、見底できないものを厚苔といい、薄苔から厚苔に変化することは病邪が表から裏に病状が進行し、厚苔から薄苔に変化することは病邪が裏から表に出てきて病状が好転すること。